# Wysocice (gmina)
Wysocice – dawna gmina wiejska istniejąca w XIX wieku w guberni kieleckiej. Siedzibą władz gminy były Wysocice.
Za Królestwa Polskiego gmina Wysocice należała do powiatu miechowskiego w guberni kieleckiej (utworzonej w 1867).
Gminę zniesiono w połowie 1870 roku a jej obszar włączono do gminy Rzerzuśnia.